# Старокурмашевский сельсовет
Старокурмашевский сельсовет — муниципальное образование в Кушнаренковском районе Башкортостана.
Административный центр — село Старокурмашево.

## История
Согласно Закону о границах, статусе и административных центрах муниципальных образований в Республике Башкортостан имеет статус сельского поселения.

## Население
| 2002  | 2009  | 2010  | 2012  | 2013  | 2014  | 2015  |
| ----- | ----- | ----- | ----- | ----- | ----- | ----- |
| 1523  | ↗1605 | ↘1427 | ↘1408 | ↘1395 | ↘1386 | ↘1372 |
| 2016  | 2017  | 2018  |       |       |       |       |
| ↘1363 | ↗1372 | ↘1371 |       |       |       |       |

## Состав сельского поселения
| № | Населённый пункт | Тип населённого пункта       | Население |
| - | ---------------- | ---------------------------- | --------- |
| 1 | Старокурмашево   | село, административный центр | ↘646      |
| 2 | Новокурмашево    | село                         | ↘201      |
| 3 | Бейкеево         | деревня                      | ↘170      |
| 4 | Сюльтюп          | деревня                      | ↗153      |
| 5 | Ибрагимово       | деревня                      | ↘128      |
| 6 | Ахта             | деревня                      | ↘73       |
| 7 | Кудушлибашево    | деревня                      | ↘56       |

До декабря 1986 года в состав сельсовета входили посёлок Кривой Ключ и деревня Надеждино, исключенные из учетных данных Указом Президиума ВС Башкирской АССР от 12.12.1986 N 6-2/396 «Об исключении из учетных данных некоторых населенных пунктов»).

## Известные уроженцы
- Васильев, Кузьма Андреевич (1895—19??) — советский военачальник, полковник.